# 車輪配置 0-10-0

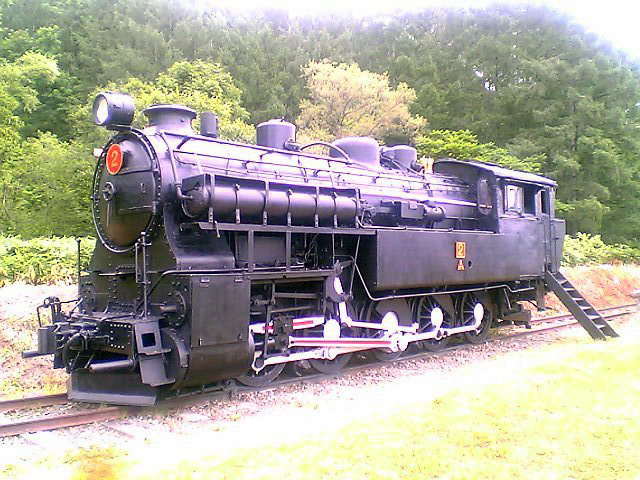
美唄鉄道2号機

車輪配置 0-10-0 (しゃりんはいち0-10-0、ホワイト式分類)は5軸動輪で構成されるものをさす。アメリカ式分類での愛称はテン・ホイール・スイッチャー (Ten-Wheel Switcher)、もしくはデカポッド (Decapod）。

## 概要
初めて0-10-0という車輪配置が使われたのはオーストリア帝国の帝立王立国有鉄道の180形で、ボヘミアの炭鉱地帯から重量級の運炭列車を引く必要があるのに軸重制限が13.7ｔしかない路線を走らねばならない必要性から製造された。この機関車の成績自体は良好で239両製造されたが、先輪がなく高速走行などには不向きなことや、軸数が多いため曲線通過に特殊な措置を取らねばならないことから、低速で構わないから路線の規模に比べて非常に大きな牽引力を要する機関車に使用され、主にかなり急な勾配区間用（もしくはそこの後押し補機）や大規模な入替専用などの大型機関車に使用されたが、逆に線路状況の悪い野戦用に使われた小型のものもあり、日本でも陸軍鉄道連隊が600mm軌間用で十数トン程度の車両を保有していた。
また、ソ連では特殊な用途ではなくE型のように幹線貨物機の主流として1500台以上生産され、蒸気機関車の末期まで使い続けられた。
変わった使用目的ではイギリスで製造されたユニークな機関車として、1902年にグレートイースタン鉄道（英語版）で製作された3シリンダーの0-10-0形機A55形（当初の名前は「No.20」）を挙げることができる。この機関車の製作目的は実験的なもので、当時満載の通勤客を乗車させた315ｔの電車は発車後30秒以内に時速30マイル（約48.3km/h）まで加速できたが、それが蒸気機関車にも可能かというもので、このためトルク重視に小ぶりな動輪5軸を持ち、太いボイラーと広い火室を持つタンク（ウェルタンク）式機関車であった。
性能に関しては電車より重い335ｔの列車で充分目標を達成できたが、その重量に線路が耐えられず高加速機関車による近郊通勤列車は作られることなく、この機関車自身も1906年にボイラーを小型のものに変えて、動輪を4軸（0-8-0）にして中央シリンダー撤去、テンダーを装備というほぼ別物の機関車に改造され貨物用に1913年まで使用されたのちに解体された。

## 各国の車輪配置 0-10-0の機関車
日本
国鉄4100形蒸気機関車
国鉄4110形蒸気機関車
日本陸軍鉄道連隊E形蒸気機関車
日本陸軍鉄道連隊K1形蒸気機関車
日本陸軍鉄道連隊K2形蒸気機関車
 ドイツ
プロイセン邦有鉄道G10形（Prussian G 10〈英語版〉）
プロイセン邦有鉄道T16形（Prussian T 16〈英語版〉）
王立バイエルン邦有鉄道G5/5形（Bavarian G 5/5〈英語版〉）
 イギリス
グレートイースタン鉄道A55形（GER Class A55〈英語版〉）
ミッドランド鉄道No.2290 リッキー・バンカー（MR 0-10-0 Lickey Banker〈英語版〉）